# Strövelstorp
Strövelstorp è un'area urbana della Svezia situata nel comune di Ängelholm, contea di Scania.
La popolazione risultante dal censimento 2010 era di 1 087 abitanti .